# Museo delle atrocità di guerra americane
Il Museo delle atrocità di guerra americane si trova a Sinchon, Corea del Nord, ed è dedicato a mostrare e preservare le atrocità del massacro di Sinchon, uno sterminio di massa di civili e simpatizzanti comunisti che il Partito del Lavoro di Corea attribuisce alle forze armate statunitensi durante la guerra di Corea.

## Storia
Il Museo delle atrocità di guerra americane commemora la morte di oltre 35.000 persone, avvenuta tra il 17 ottobre e il 7 novembre 1950, quando l'area era occupata dall'esercito americano. Il complesso è formato da diversi edifici, un rifugio antiaereo e un cimitero. Il museo è ospitato all'interno di ciò che prima era il palazzo del comitato del Partito della contea di Sinchon. Fotografie, dipinti e manufatti sono esposti in 16 stanze dell'ala principale e tre stanze nella seconda ala. La Corea del Nord sostiene che le forze statunitensi uccisero 35.383 persone nella regione della contea di Sinchon cosa però non riconosciuta né dalla Corea del Sud né dagli Stati Uniti d'America.
Secondo la Corea del Nord, circa 900 persone sarebbero state rinchiuse all'interno del rifugio antiaereo e bruciate vive. Nella stazione delle Milizie della contea di Sinchon, 520 persone sarebbero state radunate in un rifugio antiaereo, l'ingresso bloccato e il gruppo ucciso con degli esplosivi. Inoltre pare che sul ponte Soktang, a nord di Sinchon, 2000 persone che tentavano la fuga furono brutalmente uccise; sembra che i corpi siano stati gettati nel fiume.
A Wonam-ri 400 madri e 102 bambini furono rinchiusi in un deposito di munizioni dove fu versato e incendiato del petrolio; il loro cimitero è oggi parte del museo.
L'aggressione americana nei confronti dei coreani è il tema principale del museo, sono riportati racconti di episodi come l'incidente del generale Sherman, le attività dei missionari cristiani, l'occupazione della Corea e la guerra di Corea.
I sopravvissuti del massacro, all'interno del museo, testimoniano ciò che hanno visto.

## Galleria d'immagini

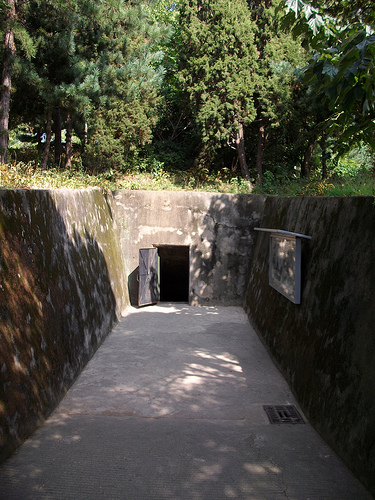
Si dice che 900 persone furono uccise nel rifugio antiaereo, oggi parte del museo
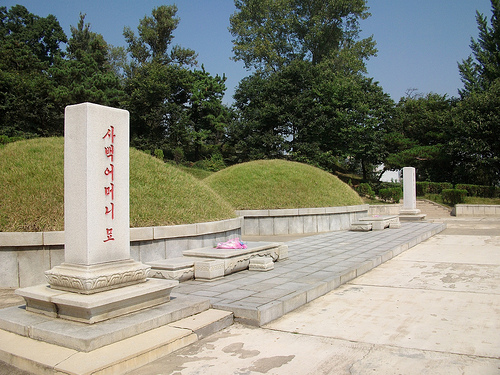
Tomba delle 400 madri e dei bambini
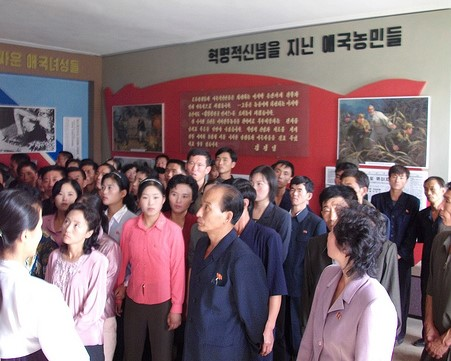
Nordcoreani visitano il museo